# 니콜라 팔루아
니콜라 팔루아(프랑스어: Nicolas Pallois, 1987년 9월 19일 ~ )는 프랑스의 축구 선수이다. 포지션은 수비수이며, 현재 리그 1의 FC 낭트 소속이다.